# Liste des espaces verts de Montluçon
Cet article liste les espaces verts à Montluçon, en France.

## Espaces verts

### Disparus
Il existait un square situé face au Cher qui a été détruit au cours des années 1960 pour construire à sa place l'ancienne gare routière, un autre square était situé à l'extrémité de l'esplanade de l'avenue Marx-Dormoy côté boulevard de Courtais, ce dernier a été partiellement rétabli après destruction de la station service qui occupait son emplacement.

### Bois
- Bois de la Brosse

### Parcs
- Parc des Ilets
- Parc Saint-Jean sur lequel est implanté l'hippodrome Saint-Jean
- Parc de la Louvière

### Jardins

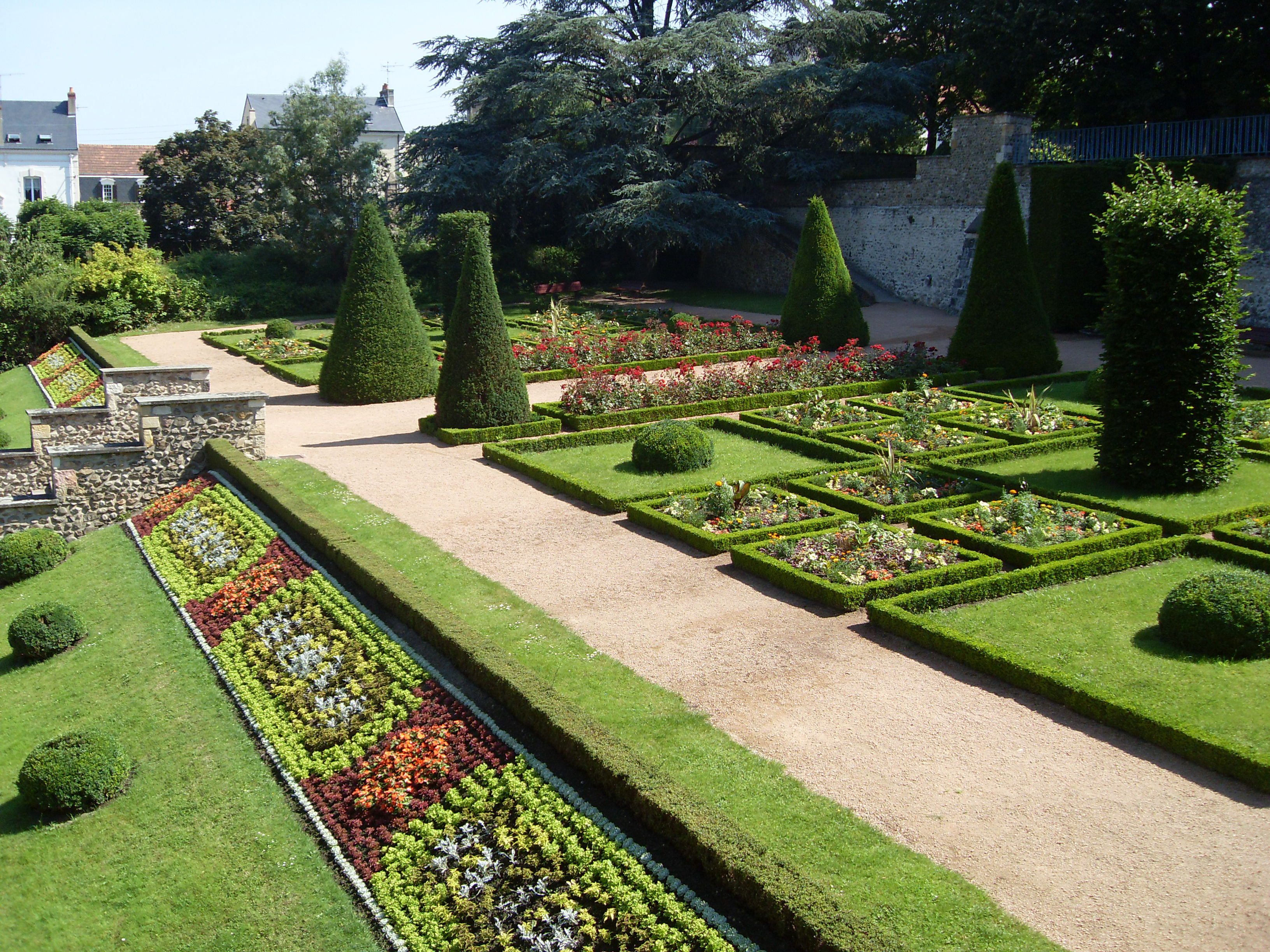
Jardins Wilson, vue du jardin à la française avec mosaïculture

- Esplanade de l'avenue Marx Dormoy
- Jardins Bréda
- Esplanade des Marais
- Jardins Wilson
- Square de la Romagère